# Programska petlja
Programska petlja je struktura u računalnom programu koja omogućuje da se dijelovi programa izvrše više puta. Petlja postoji zato što se dijelovi programa nekad moraju više puta izvršiti (iterirati). Njom se dijelovi programa mogu ponavljati unaprijed zadani broj puta ili sve dok je određeni uvjet ispunjen. Petlje se u programu ostvaruju naredbama: for, while, do-while.